# Amieira do Tejo
Amieira do Tejo é uma povoação portuguesa do Município de Nisa que foi sede da extinta Freguesia de Amieira do Tejo, freguesia que tinha 102,44 km² de área e 241 habitantes (2011), e, por isso, uma densidade populacional de 2,4 hab./km².
A Freguesia de Amieira do Tejo foi extinta (agregada) pela reorganização administrativa de 2012/2013, tendo o seu território sido agregado ao da Freguesia de Arez para criar a União de Freguesias de Arez e Amieira do Tejo.
Foi vila e sede de concelho, formado por uma freguesia, até ao início do século XIX. Tinha, em 1801, 857 habitantes. Denominou-se Amieira até 1957.

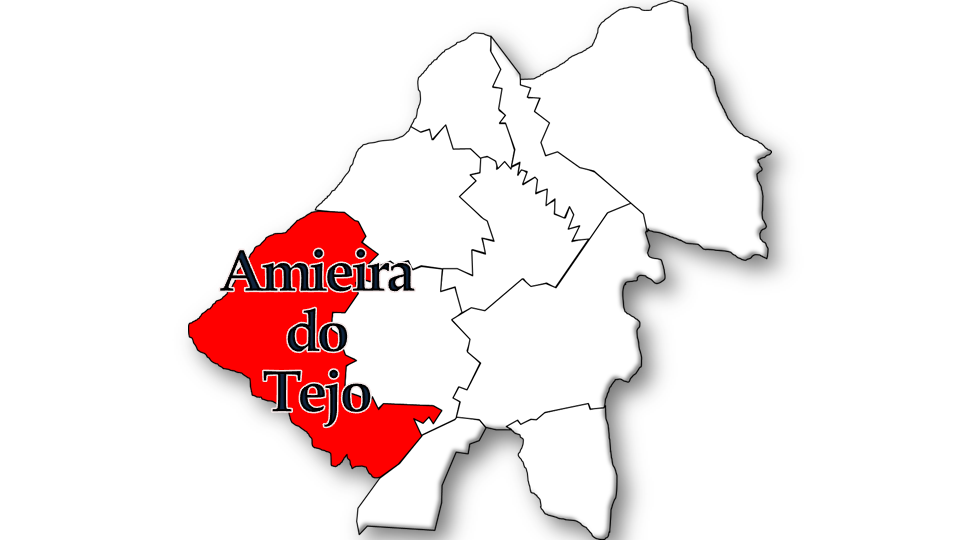
Localização no Município de Nisa

## População
| População da freguesia de Amieira do Tejo | População da freguesia de Amieira do Tejo | População da freguesia de Amieira do Tejo | População da freguesia de Amieira do Tejo | População da freguesia de Amieira do Tejo | População da freguesia de Amieira do Tejo | População da freguesia de Amieira do Tejo | População da freguesia de Amieira do Tejo | População da freguesia de Amieira do Tejo | População da freguesia de Amieira do Tejo | População da freguesia de Amieira do Tejo | População da freguesia de Amieira do Tejo | População da freguesia de Amieira do Tejo | População da freguesia de Amieira do Tejo | População da freguesia de Amieira do Tejo |
| ----------------------------------------- | ----------------------------------------- | ----------------------------------------- | ----------------------------------------- | ----------------------------------------- | ----------------------------------------- | ----------------------------------------- | ----------------------------------------- | ----------------------------------------- | ----------------------------------------- | ----------------------------------------- | ----------------------------------------- | ----------------------------------------- | ----------------------------------------- | ----------------------------------------- |
| 1864                                      | 1878                                      | 1890                                      | 1900                                      | 1911                                      | 1920                                      | 1930                                      | 1940                                      | 1950                                      | 1960                                      | 1970                                      | 1981                                      | 1991                                      | 2001                                      | 2011                                      |
| 1 241                                     | 1 277                                     | 1 387                                     | 1 452                                     | 1 537                                     | 1 603                                     | 1 656                                     | 1 722                                     | 1 602                                     | 1 269                                     | 1 132                                     | 677                                       | 486                                       | 309                                       | 241                                       |

Nos censos de 1864 a 1890 figura no concelho de Gavião, passando para o actual concelho (atual município) por decreto de 26/09/1895

## Património
- Castelo de Amieira
- Capela do Calvário
- Recinto de touros
- Passadiços da Barca da d'Amieira